# Кімберлі Ціммерманн
Кімберлі Ціммерманн (нід. Kimberley Zimmermann) — бельгійська тенісистка, що спеціалізується на парній грі.
Вона тричі поспіль вигравала парні змагання на турнірі Internazionali Femminili di Palermo

## Фінали турнірів WTA

### Парний розряд: 5 (3 титули)
| Legend        |
| ------------- |
| Grand Slam    |
| WTA 1000      |
| WTA 500       |
| WTA 250 (3–2) |

| За поверхнею |
| ------------ |
| Хард (0–1)   |
| Трава (0–0)  |
| Грунт (3–1)  |
| Килим (0–0)  |

| Результат | В–П | Дата     | Турнір                                         | Статус  | Поверхня | Партнер         | Супротивники                          | Рахунок             |
| --------- | --- | -------- | ---------------------------------------------- | ------- | -------- | --------------- | ------------------------------------- | ------------------- |
| Перемога  | 1–0 | Лип 2021 | Internazionali Femminili di Palermo, Італія    | WTA 250 | Ґрунт    | Ерін Рутліфф    | Натела Дзаламідзе Камілла Рахімова    | 7–6(5), 4–6, [10–4] |
| Поразка   | 1–1 | Вер 2021 | Luxembourg Open                                | WTA 250 | Хард (з) | Ерін Рутліфф    | Грет Міннен Алісон Ван Ейтванк        | 3–6, 3–6            |
| Поразка   | 1–2 | Лип 2022 | Budapest Grand Prix, Угорщина                  | WTA 250 | Ґрунт    | Катаржина Пітер | Екатеріне Горгодзе Оксана Калашнікова | 6–1, 4–6, [6–10]    |
| Перемога  | 2–2 | Лип 2022 | Internazionali Femminili di Palermo, Italy (2) | WTA 250 | Ґрунт    | Бондар Анна     | Аміна Аншба · Удварді Панна           | 6–3, 6–2            |
| Перемога  | 3–2 | Лип 2023 | Internazionali Femminili di Palermo, Italy (3) | WTA 250 | Ґрунт    | Яна Сізікова    | Аньєліка Морателлі Камілла Росательйо | 6–2, 6–4            |

## Фінали турнірів WTA Challenger

### Парний розряд: 1 титул
| Результат | В–П | Дата     | Турнір                    | Поверхня | Партнер     | Супротивники                    | Рахунок          |
| --------- | --- | -------- | ------------------------- | -------- | ----------- | ------------------------------- | ---------------- |
| Перемога  | 1–0 | Вер 2022 | WTA 125 Budapest, Hungary | Грунт    | Бондар Анна | Єсіка Малецкова Рената Ворацова | 6–3, 2–6, [10–5] |